# The Gifted
The Gifted is een Amerikaanse televisieserie, gebaseerd op het X-Men-universum van Marvel Comics, die door Marvel Television en 20th Century Fox Television geproduceerd werd en twee seizoenen op Fox liep van 2017 tot 2019. In Vlaanderen was de serie vanaf november 2018 te zien op Q2.

## Uitgangspunt
Het gezin van Reed en Caitlin Strucker slaat op de vlucht voor de overheid wanneer blijkt dat hun kinderen Lauren en Andy mutantenvaardigheden hebben. Lauren kan krachtvelden opwekken door lucht- en watermoleculen te manipuleren en Andy beschikt over telekinetische krachten. Het viertal sluit zich aan bij een ondergrondse gemeenschap van mutanten die moeten vechten om te overleven. Aan het einde van het eerste seizoen vertrekken verschillende leden van de ondergrondse om zich aan te sluiten bij de "Inner Circle".
In het tweede seizoen ontdekt Reed dat hijzelf ook over speciale krachten beschikt: hij kan materie desintegreren door een eenvoudige aanraking. Omdat zijn krachten zich pas op latere leeftijd manifesteren krijgt hij ze echter moeilijk onder controle. Ondertussen laaien de conflicten tussen de verschillende mutantenfracties verder op.

## Rolverdeling
| Acteur            | Personage                    |
| ----------------- | ---------------------------- |
| Stephen Moyer     | Reed Strucker                |
| Amy Acker         | Caitlin Strucker             |
| Natalie Alyn Lind | Lauren Strucker              |
| Percy Hynes White | Andy Strucker                |
| Sean Teale        | Marcos Diaz / Eclipse        |
| Coby Bell         | Jace Turner                  |
| Jamie Chung       | Clarice Fong / Blink         |
| Blair Redford     | John Proudstar / Thunderbird |
| Emma Dumont       | Lorna Dane / Polaris         |
| Skyler Samuels    | de zussen Frost              |
| Grace Byers       | Reeva Payge                  |

## Afleveringen

### Seizoen 1
1. eXposed
2. rX
3. eXodus
4. eXit strategy
5. boXed in
6. got your siX
7. eXtreme measures
8. threat of eXtinction
9. outfoX
10. eXploited
11. 3 X 1
12. eXtraction
13. X-roads

### Seizoen 2
1. eMergence
2. unMoored
3. coMplications
4. utMatched
5. afterMath
6. iMprint
7. no Mercy
8. the dreaM
9. gaMe changer
10. eneMy of My eneMy
11. meMento
12. hoMe
13. teMpted
14. calaMity
15. Monsters
16. oMens